# Fazenda do Sossego
A Fazenda do Sossego é uma fazenda do século XIX, localizada na Serra das Abóboras, no município de Paraíba do Sul. Foi utilizada para o tratamento de animais de carga, depois para produção de café e ficou famosa pelo cultivo de mamona, cujo óleo era muito usado para a iluminação das casas.

## História
A origem desta fazenda relaciona-se com a história de outras fazendas pertencentes ao comendador Inácio Pereira Nunes, um dos pioneiros na cultura do café em terras de Paraíba do Sul. Nascido na cidade do Rio de Janeiro em 1770, não se sabe ao certo quando chegou à região. Adquiriu várias terras em pura mata e também exercendo a atividade de usurário (agiota), recebeu diversas fazendas como forma de pagamento, através da execução de bens hipotecados a ele.
Ele tinha preferência pelas terras da serra das Abóboras, nas vertentes do rio Paraíba do Sul, adquirindo primeiramente os sítios Água Limpa e Serra da viúva de José Fernandes dos Santos. 
Enriqueceu rapidamente com o café, possuindo cerca de 1.000 escravos além de quase 300 bestas de carga, que faziam o transporte dos produtos das suas fazendas até o Porto da Estrela e retornavam de lá com ferramentas necessárias para suas lavouras. A Fazenda do Sossego foi dedicada para o tratamento dos animais de carga.
Era proprietário de tantas terras que ao falecer em 28 de março de 1857, deixou uma fazenda para cada filho (tinha quinze filhos), todas com mais de 100 alqueires de terras, grande parte ainda em pura mata virgem. Das terras de Inácio Pereira Nunes, originaram-se as fazendas: Cachoeira, Caxambu, Santa Tereza, Sossego, Retiro, Fortaleza, Independência, Água-Limpa, Santo André, Serra, Santo Elias, Santa Vitória, Bom Sucesso e Barreira. 
Sua filha, Ana Pereira Nunes, herdou a fazenda do Sossego. Ao falecer D. Ana Pereira Nunes, todos os escravos foram libertados e a fazenda ficou sob comando de seu cunhado Antônio Pinto de Oliveira, o Barão de Santo Antônio, casado com sua irmã Balbina Pereira Nunes, herdeira da fazenda de Santo Elías. Este por sua vez, deixou a propriedade à Francisco Ferreira Ribeiro, o “Chico do Sossego”, seu excelente capataz que nasceu na Fazenda do Sossego. Francisco permaneceu com a fazenda por mais de dez anos, findos os quais este passaria a fazenda aos ex-escravos. 

## Estrutura
Possui um pomar com jambos, jabuticabeiras, bananeiras, mangueiras, laranjeiras, poncãs e também palmeiras. Após este pomar, está o conjunto de construções dispostas em torno dos antigos terreiros de café, com o estábulo à direita, o prédio onde funcionava uma oficina, além de depósitos construídos sob pilares de pedra. Ainda é possível visualizar vestígios de antigas construções próximo às casas dos colonos. As senzalas já não existem mais, foram demolidas. 
A casa sede possui sete quartos com as janelas voltadas para a fachada principal, duas salas e duas saletas. As janelas são em modelo guilhotina, de madeira assim como as portas, ambas simples sem rebuscamento. O piso é em tábua corrida e as paredes não possuem decoração, ressaltando a simplicidade dos antigos moradores. A planta retangular da casa, com seu telhado em quatro águas reforçam esta simplicidade. Dos móveis originais pouco se restou.
Possui um pequeno jardim que mantém fonte e mobiliário de pedra. Próximo ao jardim foi erguida uma capela pela atual proprietária.